# Несходовський Борис Якович
Несходовський Борис Якович (? — ?) — командир полку Дієвої Армії УНР.

## Біографія
Станом на 1 січня 1910 року — штабс-капітан 20-го піхотного Галицького полку (місто Житомир). Останнє звання у російській армії — полковник.
З 10 вересня 1918 року — помічник командира 2-го пішого Волинського полку Армії Української Держави. 
З 21 лютого 1919 року — т. в. о. командира 6-го пішого Українського (Житомирського) полку Дієвої Армії УНР. 
Подальша доля невідома.